# Evania bonariensis
Evania bonariensis är en stekelart som beskrevs av Juan Brèthes 1913. Evania bonariensis ingår i släktet Evania och familjen hungersteklar. Inga underarter finns listade i Catalogue of Life.